# Ай-Нікола
Ай-Ніко́ла (крим. Ay Nikola) — куполоподібна гора на Південному березі Криму, поблизу смт Ореанди. Висота 375 м, за іншими даними — 389 метрів над рівнем моря. Це яйлинський відторженець, що складається з вапняків.
Укрита лісом (сосна кримська), заростями чисту кримського, рускусу понтійського, піраканти червоної. На південно-східних схилах ростуть реліктові види рослин, занесені до Червоної книги України (ялівець високий та суничник дрібноплодовий)
Ай-Нікола — у межах Ялтинського гірсько-лісового заповідника.

## Туристичні пам'ятки
Згадкою про давню присутність українців у Криму є козацька віха, яка була знайдена 1972 року на вершині гори. Вона являє собою кований залізний хрест із вмурованою в його основу свинцевою плиткою (пробитою в кількох місцях кулями), на якій зберігся напис: «Козача віха, історичний пам'ятник XVII століття…» Коли і ким вона була поставлена залишається невідомим. 16 березня 2002 року віха була відновлена зусиллями ялтинського козацтва і освячена.
Також заслуговує на увагу Курчатівська стежка. Вона веде на вершину гори Ай-Нікола, була прокладена в 50-х роках XX століття видатним радянським фізиком-ядерником Ігорем Курчатовим, який часто відпочивав у санаторії «Нижня Ореанда». Стежка Курчатова починається біля підніжжя Ай-Ніколи неподалік від ротонди з колонами, що прикрашає старе Севастопольське шосе, і веде на вершину гори.